# Ceceñas

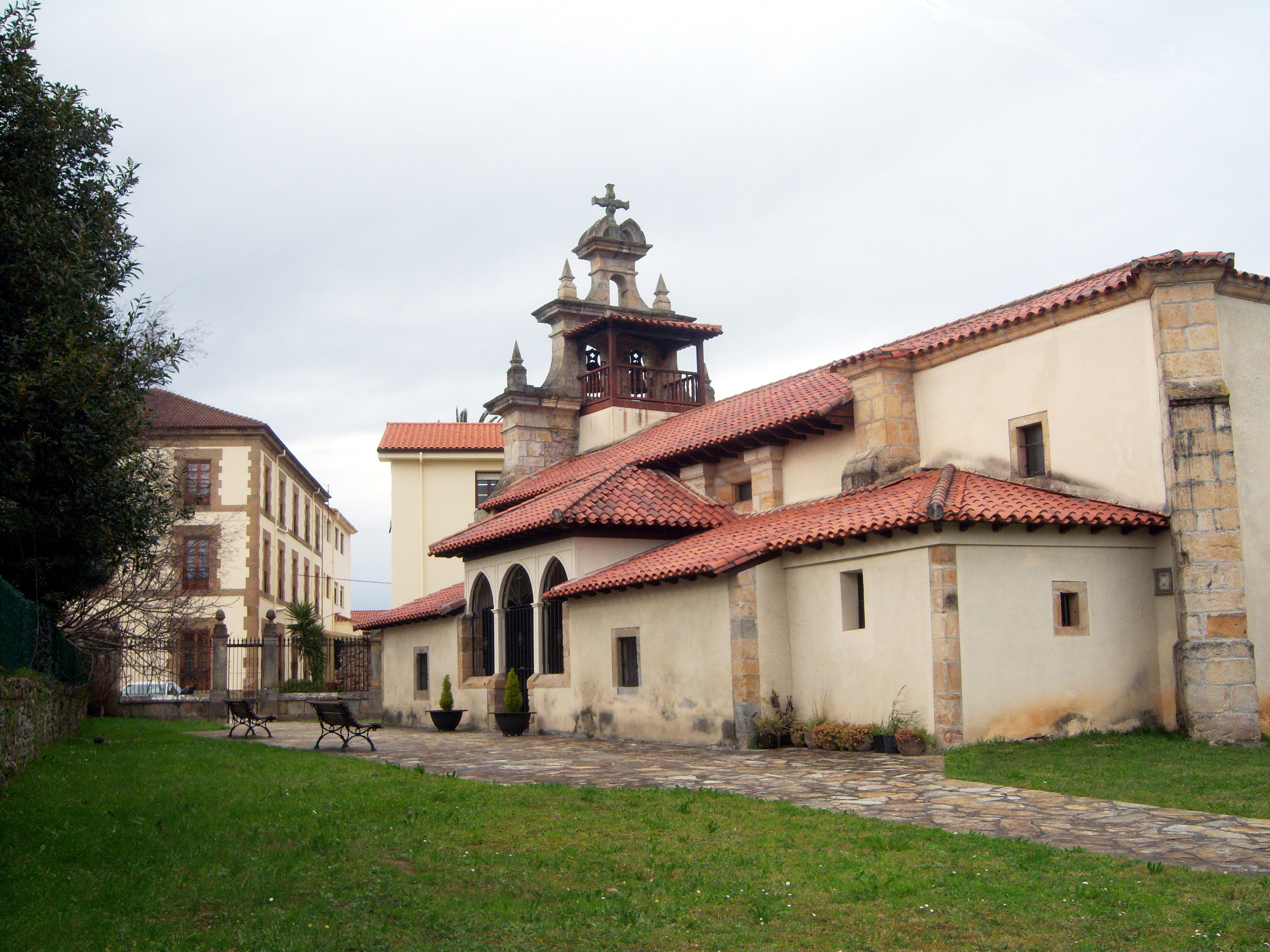
Iglesia de San Vicente de Ceceñas.

Ceceñas es una localidad del municipio de Medio Cudeyo (Cantabria, España). En el año 2021 contaba con una población de 489 habitantes (INE). La localidad se encuentra a 30 metros de altitud sobre el nivel del mar, y a 1,8 kilómetros de la capital municipal, Valdecilla. 
Fue la antigua capital del municipio. En esta localidad nació el arquitecto del siglo XIX Jerónimo de la Gándara.
El actual presidente de la Junta vecinal es Héctor Porras Prada.

## Transportes
Se puede acceder a Ceceñas mediante la CA-161 Solares-La Cavada o bien mediante el servicio de cercanías de Renfe Cercanías AM gracias a su estación de ferrocarril.
| Procedencia/Destino | <       | Línea | >         | Procedencia/Destino |
| ------------------- | ------- | ----- | --------- | ------------------- |
| Santander AM        | Solares |       | La Cavada | Liérganes           |